# Культура Владивостока
Владивосток — крупнейший культурный центр на Дальнем Востоке России. В городе расположено множество учреждений культуры: шесть государственных музеев, художественные галереи, театры, кинотеатры и т. д.

## Музеи

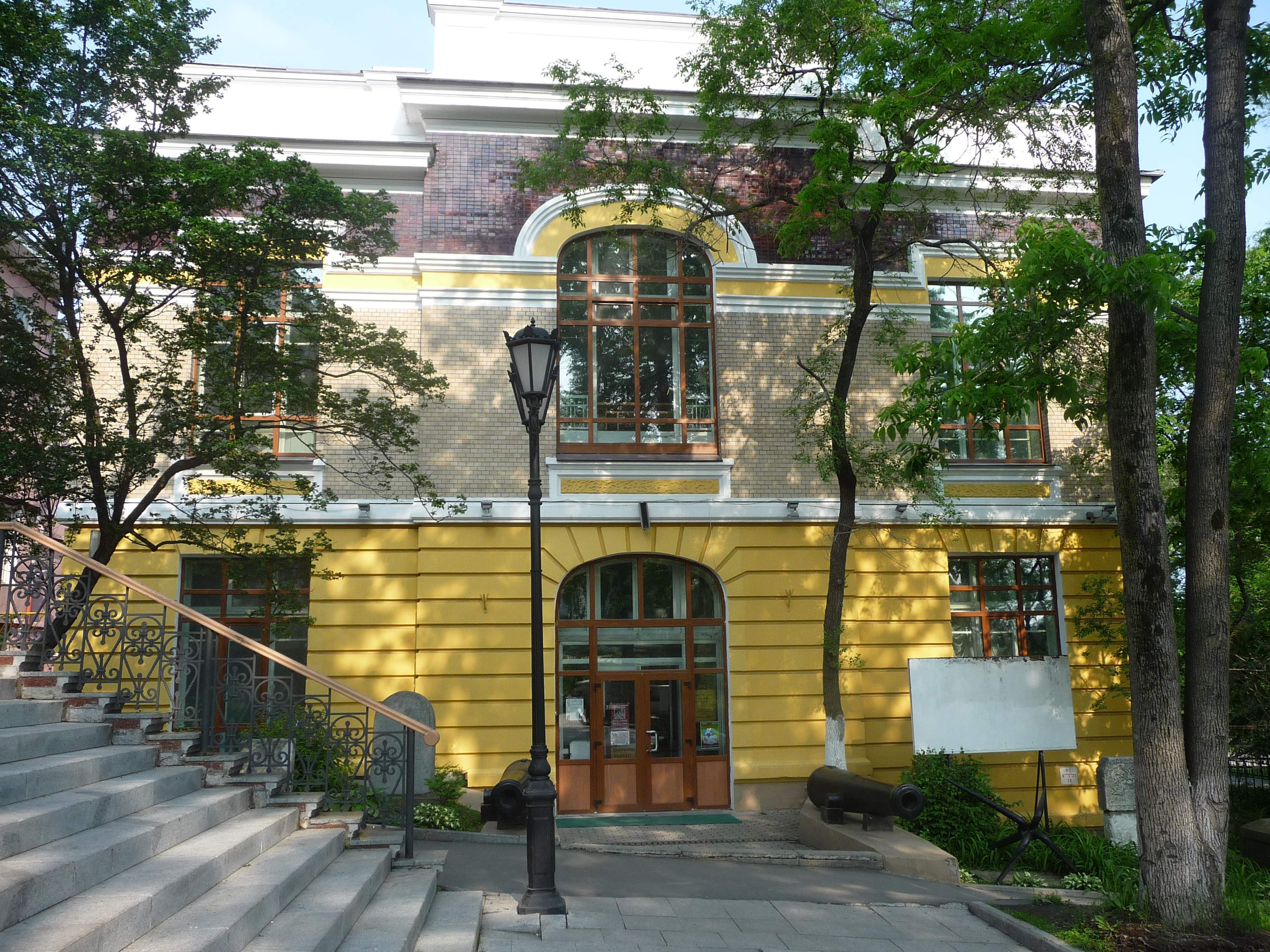
Музей города

Самым известным музеем Владивостока считается Приморский государственный объединённый музей имени В. К. Арсеньева, ведущий свою историю от музея Общества изучения Амурского края. Большой интерес представляют Океанариум, подводная лодка-музей С-56 и другие.
Список музеев:
- Приморский государственный объединённый музей имени В. К. Арсеньева
  - Музей имени В. К. Арсеньева
  - Мемориальный дом-музей В. К. Арсеньева
  - Дом-музей семьи Сухановых
  - Международный выставочный центр музея имени В. К. Арсеньева
  - Музейный трамвай «Владивосток — Хакодате»
- Военно-исторический музей Тихоокеанского флота[1]
- Музей «Владивостокская крепость»
- Музейный комплекс Форта № 7 (Наследника Цесаревича Алексея Николаевича)
- Мемориальный комплекс «Ворошиловская батарея» на острове Русском
- Мемориальная подводная лодка С-56
- Мемориальная подводная лодка К-430
- Мемориальный корабль-музей «Красный вымпел»
- Историко-технический музей автомотостарины
- Музей «Техника XX века в Приморском крае» (Садгород)
- Научный музей Дальневосточного государственного университета
  - Музей археологии и этнографии
  - Зоологический музей
  - Ботанический музей
  - Музей редкой книги
  - Музей истории университета
  - Научный музей Дальневосточного государственного университета

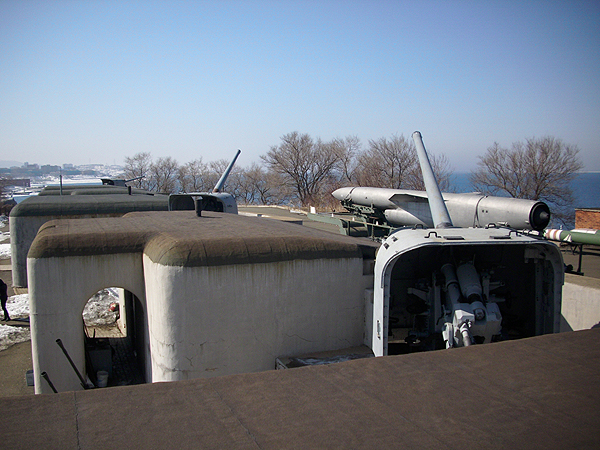
Музей «Владивостокская крепость»

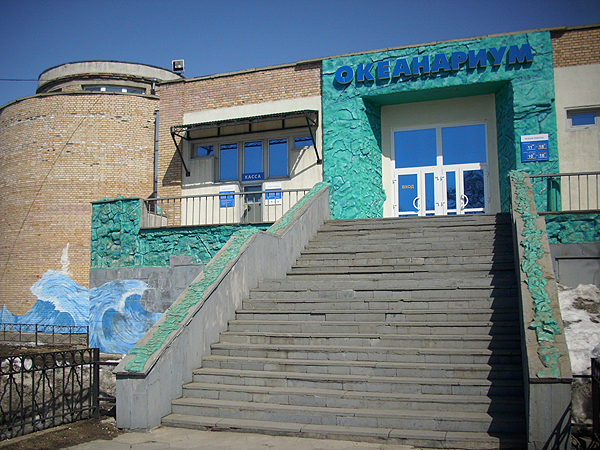
Океанариум ТИНРО

- Музеи Дальневосточного отделения Российской академии наук
  - Музей Института истории, археологии и этнографии
  - Минералогический музей Дальневосточного геологического института имени А. И. Козлова
  - Музей Института биологии моря
- Музей органов внутренних дел
- Музей Дальневосточного государственного технического университета
- Музей связи
- Музей трудовой славы Дальзавода
- Музей профессионального технического образования
- Пушкинский музей
- Музей истории Дальневосточной морской академии имени Г. И. Невельского
- Народный музей истории профессионального образования Приморского края
- Музей «Природа моря и её охрана» на острове Попова
- Музей морского флота Дальневосточного морского пароходства
- Музей ГАИ[2]
- Океанариум ТИНРО
- Приморский океанариум на острове Русском
- Зоопарк Садгород
- Филиал Эрмитажа
- Филиал Русского Музея
- Филиал Третьяковки

Подробное описание всех музеев города можно найти на сайте museum.ru.

## Галереи и выставочные залы
- Приморская государственная картинная галерея
- Детская картинная галерея
- Галерея современного искусства «Арка»
- Арт-галерея «Версаль»
- Выставочный комплекс Морвокзал
- Приморье-Экспо
- Артэтаж — музей современного искусства
- Выставочные залы Приморской организации Союза художников России
- Центр современного искусства «Заря»
- Центр современного искусства «Соль»

## Театры, ансамбли, филармонии
- Приморский драматический театр имени Горького Драматический театр имени М. Горького

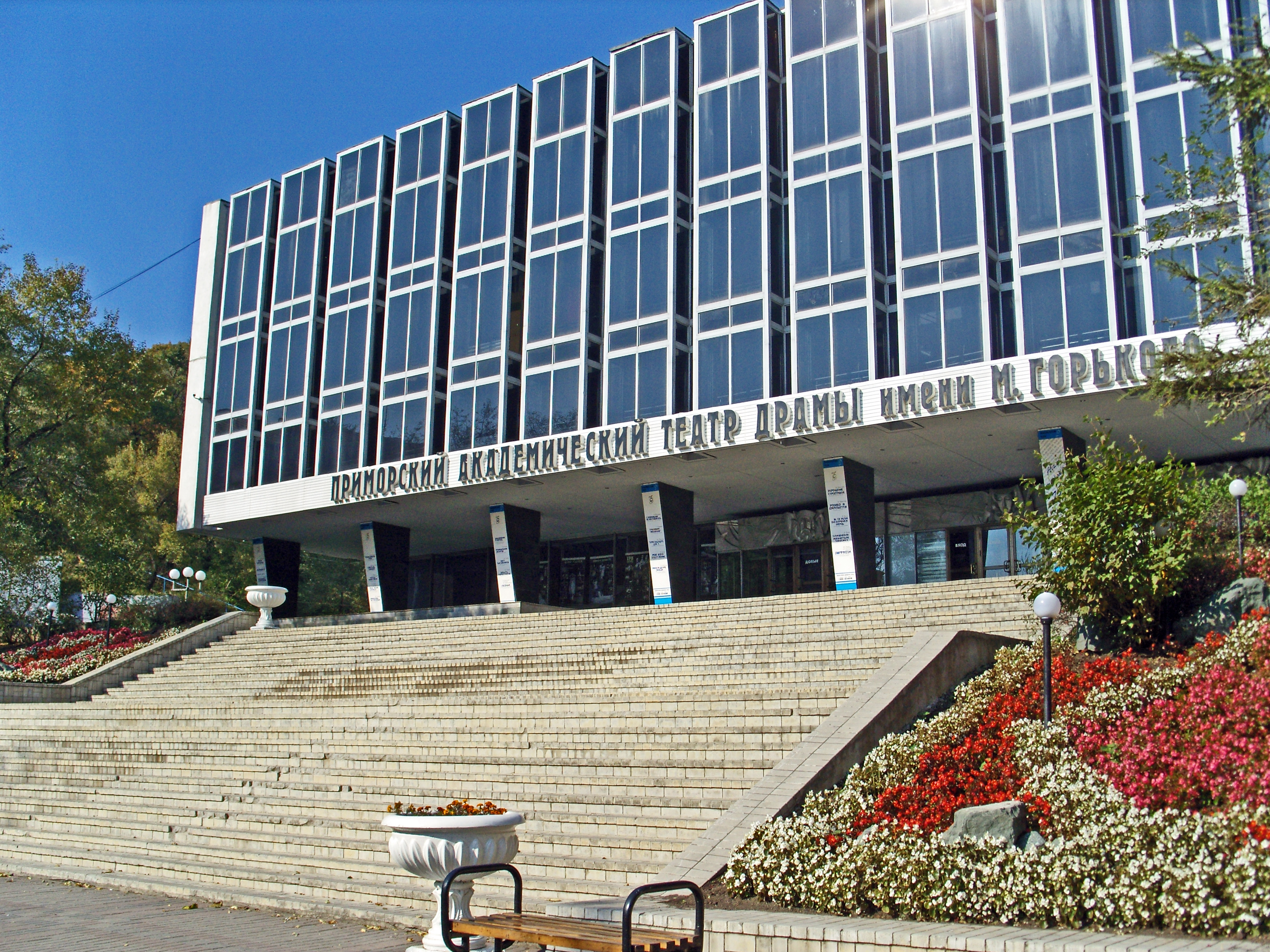
Драматический театр имени М. Горького

- Приморский краевой драматический театр молодёжи
- Приморский краевой театр кукол
- Ансамбль песни и пляски Тихоокеанского флота
- Приморская краевая филармония
- Тихоокеанский симфонический оркестр и театр классической оперы
- Приморский Пушкинский театр
- Театр-студия «Браво» имени О. В. Пасюга
- Детский хореографический ансамбль «Сувенир»
- Драматический театр Тихоокеанского флота
- Приморская сцена Мариинского театра (до 1 января 2016 года — Государственный Приморский театр оперы и балета)[3])
- Школа современной хореографии «Маугли»
- Филиал Вагановского училища

## Кинотеатры

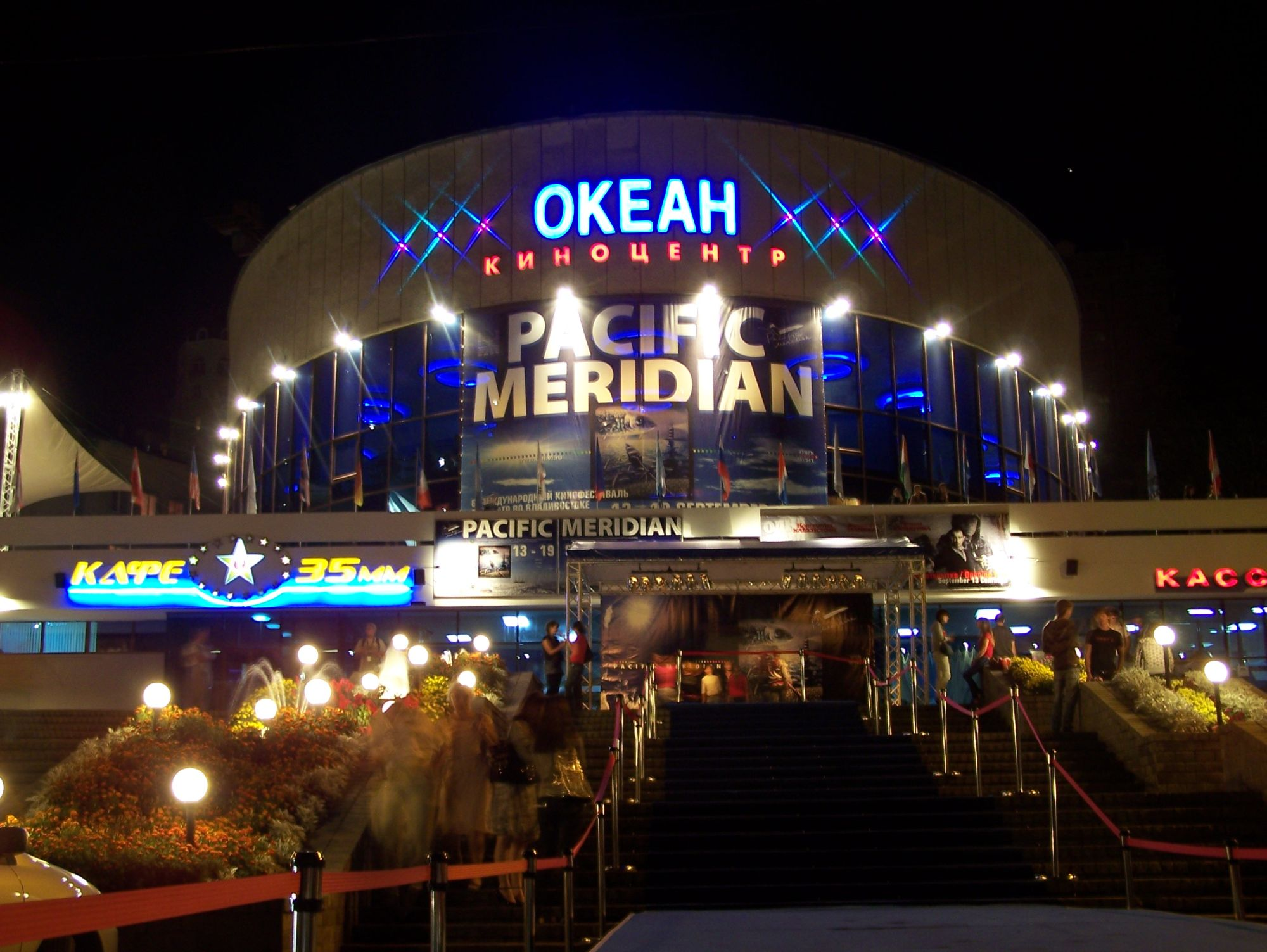
Кинотеатр «Океан» в день открытия кинофестиваля «Меридианы Тихого» в 2008 году

Большинство кинотеатров города — «Океан», «Галактика», «New Wave Cinema», «Нептун», «Иллюзион», «Владивосток» — являются отреставрированными кинотеатрами, построенными ещё в советские годы. Среди них выделяется «Океан» с самым большим (22 на 10 метров) экраном на Дальнем Востоке страны, расположенный в центре города в районе Спортивной гавани. Совместно с кинотеатром «Уссури», он является местом проведения ежегодного международного кинофестиваля «Меридианы Тихого» (с 2002 года). С 10 декабря 2014 года в кинотеатре «Океан» работает зал IMAX 3D.

## Цирк
- Владивостокский цирк

## Художники
Во владивостокской художественной галерее на данный момент хранится большая коллекция произведений местных приморских художников: Н. М. Штуккерберга, И. Ф. Палшкова, В. Г. Шешунова, К. Н. Каля, В. В. Пановского, В. И. Герасименко, В. С. Чеботарёва, Н. А. Мазуренко, К. И. Шебеко, С. П. Ясен-кова, Б. Ф. Лобаса, М. А. Цыганова, Ю. С. Рачё-ва, С. Ф. Арефина, К. П. Коваля, Ф. Н. Бабанина, И. В. Рыбачука, П. Т. Киприянова, А. В. Телешова, М. И. Таболкина, Б. А. Вялкова, И. И. Васильева, Д. П. Праведникова, В. А. Гончаренко, Д. Н. Доронина, С. П. Чайки, Н. М. Клянина, В. И. Прокурова, В. М. Медведского и др. В разное время в городе работали художник-монументалист Франтишек Финклер и «отец русского футуризма» Давид Бурлюк.

## Музыка
В 1983 году во Владивостоке Ильёй Лагутенко была образована известная советская и российская рок-группа «Мумий Тролль». Группа представляла Россию на конкурсе песни Евровидение 2001, где заняла 12-е место.

## Фестивали
Владивосток — крупный центр событийной и фестивальной культуры. В городе проводится несколько десятков фестивалей, форумов, общественных праздников и мероприятий в год. К наиболее известным относится Международный кинофестиваль стран Азиатско-Тихоокеанского региона «Меридианы Тихого» (Pacific Meridian). Помимо него, в городе проходят такие крупные мероприятия: Национальный фольклорный фестиваль «Праздник Масленицы», ледовый полумарафон «Vladivostok Ice Run», Фестиваль классической музыки «Дальневосточная Весна», Фестиваль «Ночь музеев», Тихоокеанский туристический форум, Неделя моды и стиля «Pacific Style Week», «Зелёный марафон», фестиваль «Лето на Русском», Фестиваль красок Холи, Музыкальный фестиваль «V-Rox», Городской фестиваль «Владивостокская крепость», Восточный экономический форум, Международный фестиваль «День путешественника», Международный полумарафон «Мосты Владивостока», Международный фестиваль русского языка и культуры городов-побратимов «Владивосток объединяет АТР», Международный джазовый фестиваль.
Помимо поддерживаемых городской властью мероприятий, так же проводятся: фестиваль бардовского творчества «Приморские струны», ежегодный фестиваль японской анимации и J-рока, Владивостокская Биеннале визуальных искусств, киберспортивный фестиваль «Sunrise Challenge», Фестиваль японской культуры во Владивостоке, театральный фестиваль-конкурс «Живи, театр — восьмое чудо света!», Международный фестиваль «Мариинский», Фестиваль имени Владимира Высоцкого «Парус», «Дни Латинской Америки» и др.
- Международный кинофестиваль стран АТР «Меридианы Тихого» (Pacific Meridian)
- Международный фестиваль современной молодёжной культуры стран АТР «ARTDANCE»
- Ежегодный фестиваль японской анимации и J-рока «Animate It!»
- Фестиваль бардовского творчества «Приморские струны» (побережье Лазурной бухты)[15]
- Владивостокская Биеннале визуальных искусств
- Международный рок-фестиваль «Zabriskie Point Fest»
- Международный кейс рок-фестиваль «V-Rox»
- VladiROCKstock

## Город в кинематографе
Во Владивостоке проходили съёмки кинофильмов:
- Советский фильм «Пароль не нужен» 1967 года о разведчике Владимирове-Исаеве-Штирлице был снят во Владивостоке[16].
- Советский фильм «Внимание, цунами!» 1969 года частично снят во Владивостоке.
- Советский фильм «Владивосток, год 1918» 1982 года снят во Владивостоке.
- Советский фильм «Залив счастья» 1987 года режиссёра Владимира Лаптева — некоторые натурные сцены были сняты в б. Патрокл на полуострове Басаргина города Владивостока.
- Советский фильм «Мария Магдалина» 1990 года режиссёра Геннадия Воронина полностью снимался во Владивостоке.
- Японский двухсерийный фильм-драма 2004 года «Отель „Венера“» (Hoteru bînasu) режиссёра Хидеты Такахаты целиком снимался во Владивостоке.
- Китайский 30-серийный исторический телевизионный фильм «Шанхайская история» начинается сценой в немецком Мюнхене 1938 года. Улицы Мюнхена снимались в историческом центре Владивостока летом 2004 года. К съёмкам были привлечены актёры местных театров, а также военная техника Владивостокского музея автомотостарины.
- Южнокорейский боевик «Тайфун» 2005 года. Съёмки во Владивостоке были одними из наиболее масштабных за всю историю города. В одной из сцен была задействована массовка в более чем 300 человек. На момент выхода «Тайфун» был самым дорогим фильмом южнокорейского кинематографа.
- Кинолента режиссёра Николая Хомерики «Сказка про темноту» полностью снята во Владивостоке летом 2008 года.
- Действие второго сезона аниме Darker than Black: Gemini of the Meteor начинается во Владивостоке, где показана школа № 12, морской и железнодорожный вокзалы, мэрия и управление ФСБ, улицы Алеутская и Светланская, Корабельная набережная.
- Фильм Андрея Щербинина «Гром Ярости» 2010 года частично снят во Владивостоке.
- Фильм «Седьмой код» японского режиссёра Киёси Куросавы с участием японских и российских актёров практически полностью снят во Владивостоке летом 2013 года[17].
- Сериал «Беловодье. Тайна затерянной страны», который выйдет в 2016 году, частично снят во Владивостоке[18].
- Несколько эпизодов боевика «Старый солдат[англ.]» гонконгского режиссёра Саммо Хуна были отсняты во Владивостоке в сентябре 2014 года[19].
- Действия аниме Seiken Tsukai no World Break в 9 серии происходят во Владивостоке

С 1968 по 1994 в городе работала киностудия «Дальтелефильм».